# Jean Defraigne
Jean Pierre Marie Olivier Germain Defraigne (ur. 18 kwietnia 1929 w Roosendaal en Nispen, zm. 16 marca 2016) – belgijski i waloński polityk, prawnik oraz samorządowiec, minister, przewodniczący Izby Reprezentantów (1980, 1981–1988), deputowany do Parlamentu Europejskiego III kadencji.

## Życiorys
Z wykształcenia prawnik, absolwent Université de Liège (1953). Praktykował jako adwokat, był też dyrektorem różnych przedsiębiorstw (głównie z branży budowlanej). Działalność polityczną rozpoczął w partii chadeckiej. Przeszedł następnie do Partii na rzecz Wolności i Postępu, a po jej rozpadzie na ugrupowanie walońskie i flamandzkie działał w Partii Reformatorsko-Liberalnej.
W 1965 po raz pierwszy został radnym Liège, zasiadał w radzie miejskiej do 1988. W latach 1971–1973 wchodził w skład zarządu miasta, odpowiadając za sprawy handlu i turystyki. W latach 1965–1974 był posłem do Izby Reprezentantów, a następnie do 1977 członkiem Senatu. W latach 1973–1974 pełnił funkcję sekretarza stanu do spraw gospodarki regionalnej, a w latach 1974–1976 był ministrem robót publicznych w rządzie, którym kierował Leo Tindemans. W latach 1974–1977 wchodził w skład prowizorycznej walońskiej rady regionalnej, ponownie był członkiem walońskiej legislatywy w latach 1980–1989. W latach 1977–1989 ponownie sprawował mandat posła do niższej izby belgijskiego parlamentu. W 1980 i ponownie od 1981 do 1988 przewodniczył Izbie Reprezentantów. W latach 1989–1994 zasiadał w Europarlamencie III kadencji, gdzie był wiceprzewodniczącym grupy liberalnej oraz Komisji ds. Kwestii Politycznych.
Odznaczony m.in. Krzyżem Wielkim Orderu Zasługi Republiki Włoskiej i Krzyżem Wielkim Orderu Zasługi Republiki Federalnej Niemiec. Był ojcem Christine Defraigne.